# Robert J. Tracewell

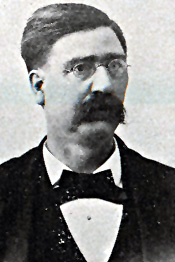
Robert J. Tracewell

Robert John Tracewell (* 7. Mai 1852 in Front Royal, Virginia; † 28. Juli 1922 in Evansville, Indiana) war ein US-amerikanischer Politiker. Zwischen 1895 und 1897 vertrat er den Bundesstaat Indiana im US-Repräsentantenhaus.

## Werdegang
Noch als Kind kam Robert Tracewell im Jahr 1854 mit seinen Eltern nach Corydon im Bundesstaat Indiana, wo er später die öffentlichen Schulen besuchte. Anschließend absolvierte er das Hanover College. Nach einem anschließenden Jurastudium und seiner im Jahr 1875 erfolgten Zulassung als Rechtsanwalt begann er in Corydon in diesem Beruf zu arbeiten. Gleichzeitig schlug er als Mitglied der Republikanischen Partei eine politische Laufbahn ein.
Bei den Kongresswahlen des Jahres 1894 wurde er im dritten Wahlbezirk von Indiana in das US-Repräsentantenhaus in Washington, D.C. gewählt, wo er am 4. März 1895 die Nachfolge von Jason B. Brown antrat. Da er im Jahr 1896 dem Demokraten William T. Zenor unterlag, konnte er bis zum 3. März 1897 nur eine Legislaturperiode im Kongress absolvieren.
Zwischen 1897 und 1914 war Robert Tracewell Leiter der Buchprüfung (Comptroller) beim US-Finanzministerium. Anschließend praktizierte er wieder als Anwalt. Seit 1918 war Tracewell Richter am Superior Court im Vanderburgh County. Er starb am 28. Juli 1922 in Evansville und wurde in Corydon beigesetzt.